# Jarmúki csata
A jarmúki (görögösen hieromüaxi) csata 636-ban játszódott le az iszlám-hívő arabok és Hérakleiosz bizánci császár hadserege között. Egyes történészek szerint ez a világtörténelem egyik legjelentősebb ütközete, ami az Arábián kívüli muszlim hódítást és az iszlám gyors elterjedését eredményezte a keresztény Palesztinában, Szíriában és Mezopotámiában.

## Előzmények
A csata alig négy évvel Mohamed próféta halála (632) után zajlott le, akit az első kalifa, Abu Bakr követett, aki az összes arab népet muszlim irányítás alá akarta vonni. 633-ban az arab hadak épp ezért betörtek Szíriába. 634-ben az adzsnadaini csatában már súlyos vereséget mértek a bizánciakra, majd kisebb portyák és csetepaték után 635-ben elfoglalták Damaszkuszt. A Perzsa Birodalmat nemrég térdre kényszerítő bizánci császár, Hérakleiosz Damaszkusz és Emesza elvesztésének hírére negyvenezres sereget indított az arabok ellen, akik a hatalmas túlerő elől kénytelenek voltak visszavonulni. A Khalid ibn al-Valid vezette muszlimok a Jarmúkig, a Jordán egyik mellékfolyójáig húzódtak vissza.

## A csata

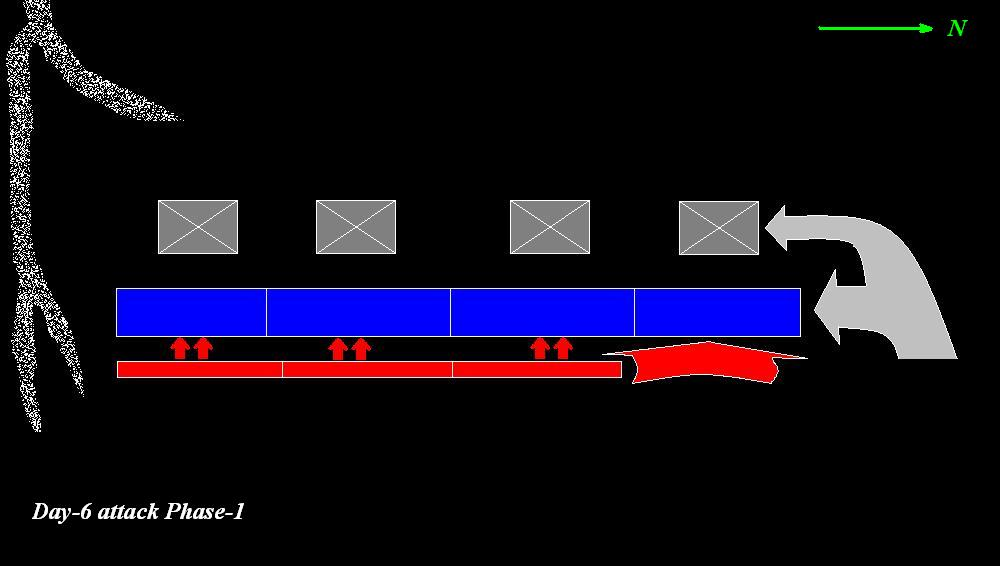
az arab támadás

A bizánci hadak egyik, Udvarmester Theodor vezette részét Emesa mellett sikerült legyőzni, és a Baänész irányította másik hadsereggel a Jarmúk völgyében találkoztak a muszlimok valamikor július végén. Egyhónapnyi kisebb csetepaték után, melyek egyike sem hozott döntő eredményt, a két hadsereg végül augusztus 20-án csapott össze. Muszlim történetírók szerint erős déli szél fújt homokot a keresztények arcába, akik a rettentő hőséget is megszenvedték. Ennek ellenére Khalidot először visszaszorították, ám hiába volt kisebb a serege az ellenségnél, egységesebb volt annál (a császári haderőben örmények, szlávok és gasszánidák (keresztény arab törzs) is szolgáltak a besorozott görögök mellett.
Egyes források szerint a muszlimok sikeresen lefizettek jó néhány bizánci egységet, hogy azok megadják magukat. Ezt nagyban megkönnyítette, hogy a ghasszanidák zsoldját már hónapok óta nem fizették, ráadásul monofizita kereszténységük miatt is rossz bánásmódban részesültek. Vagy 12 000 ghasszanida állt át a muszlim arabok oldalára.
Végül a keresztény sereg előretörését a jobbszárnyon, az egyik tábor közelében sikerült megtörni a táborlakó arab nők aktív közreműködésével. A folyton megújuló arab támadások áttörték a bizánci vonalakat, a görögök pedig megfutamodtak. Miután Khalid harcosai a visszavonulást lehetővé tevő hidat is elfoglalták a bizánciak hátában, Baänész katonáinak többségét bekerítették és lemészárolták, vagy egy mély szakadékba szorították. Egész Szíria megnyílt a muszlim hódítók számára. Egy hónap múlva Damaszkusz újra elesett, és nem sokkal később Jeruzsálem is arab kézbe került.

## Következmények
Állítólag amikor az Antiochiában tartózkodó Hérakleiosz hírét vette a vereségnek, örökre búcsút mondott Szíriának, annak a tartománynak, amit oly nehezen sikerült visszafoglalnia a perzsáktól néhány évvel azelőtt. A császár visszatért Konstantinápolyba, és felkészült Egyiptom és Kis-Ázsia védelmére, melyre nagy szükség is volt: az elkövetkező két évszázadban az arabok a Bizánci Birodalmat létében fenyegették.